# Фрёлингер, Йоханнес
Йоханнес Фрёлингер (нем. Johannes Fröhlinger; род. 9 июня 1985 в Герольштайне, Рейнланд-Пфальц, Германия) — немецкий профессиональный шоссейный велогонщик, выступающий за команду Мирового тура "Team Sunweb".

## Достижения
2006
1-й  Тур Эльзаса
1-й Трофей Чемпионов
6-й Тур Гессена
6-й Майнфранкен-Тур
2008
9-й Гран-при Триберг-им-Шварцвальда
2009
3-й Гран-при Триберг-им-Шварцвальда
5-й Мемориал Чимурри
2010
7-й Кубок Японии
10-й Трофео Инка
2011
6-й Тур Баварии

## Статистика выступлений

### Гранд-туры
| Гонка           | 2007 | 2008 | 2009 | 2010 | 2011 | 2012 | 2013 | 2014 | 2015 | 2016 | 2017 | 2018 |
| --------------- | ---- | ---- | ---- | ---- | ---- | ---- | ---- | ---- | ---- | ---- | ---- | ---- |
| Джиро д'Италия  | —    | 51   | —    | —    | —    | —    | —    | —    | —    | —    | —    | —    |
| Тур де Франс    | —    | —    | 77   | 90   | —    | НФ   | 146  | —    | —    | —    | —    | —    |
| Вуэльта Испании | 45   | —    | —    | 36   | 49   | 161  | 59   | 97   | 143  | 87   | 120  | 115  |

| —  | Не участвовал  |
| НФ | Не финишировал |